# یواس‌اس باراتاریا (۱۸۶۲)
یواس‌اس باراتاریا (۱۸۶۲) (به انگلیسی: USS Barataria (1862)) یک کشتی بود که طول آن ۱۲۵ فوت (۳۸ متر) بود.